# Rodfordærver
Rodfordærver (Heterobasidion annosum) betragtes som den økonomisk set mest alvorlige skadegører på den nordlige halvkugle. Rodfordærver er en af de mest ødelæggende svampe på nåletræerne. Svampen har haft mange navne, men den blev først beskrevet videnskabeligt af Fries i 1821 under navnet Polyporus annosum. I 1874 opdagede Hartig, at svampen var årsag til råd i træernes rødder, og Karsten gav den navnet Fomes annosus. Dens nuværende, videnskabelige navn, Heterobasion annosum, fik den af Brefeld i 1888.

## Beskrivelse
Svampens frugtlegemer er dens formeringsdel, og de har hvide rande og mørkebrun overflade. Myceliet danner organismens vegetative del, dens ”krop”, som svarer til rod, stængel og blade hos planterne. Frugtlegemerne kan blive 40 cm i diameter og 3,5 cm tykke. Undersiden af frugtlegemet består af tætsiddende, små porer, som er 5 mm i diameter og 26 mm dybe. Her dannes både basidiesporer og konidiesporer, men af dem er basidiesporerne de mest aggressive for træerne. Sporerne etablerer angreb i sår på rødder og stammer, og man anser insektangreb på rødderne for at være én af hovedårsagerne til svampens effektive spredning.

## Økologi
Basidiesporerne frigives i løbet af sommeren og bliver båret vidt omkring med luftstrømme. De sætter sig fast på overfladen af friske træstubbe, hvorfra de angriber ind i roden ved hjælp af myceliet. Rodfordærveren kan desuden overføres over korte afstande gennem rodsammenvoksninger med andre træer. Svampen trænger ikke frem gennem jorden ved egen kraft, og det skyldes, at de mange andre svampe og bakterier i jorden virker hæmmende på rodfordærverens vækst. I stedet må den vokse frem gennem det angrebne træs rødder. Det sker med en fart af 10–200 cm/år, og det overfører sygdommen og skaber døde partier i skoven. Svampen kan desuden også overleve mange år i angrebne, døde plantedele, der ligger på skovbunden. Når træerne dør, bliver der åbninger i trædækket, og det ændrer betingelserne for planter og dyr på skovbunden. På den måde er svampen også skyld i økologiske problemer. Svampen kan producere en tredje type sporer, som dannes vegetativt i angrebne stubbe, når vejret er fugtigt, og disse sporer kan overleve op til 10 måneder i skovbunden.

## Rodfordærver som sygdomsårsag
De tidlige symptomer på angreb af rodfordærver findes oftest under jorden. Man finder en unormal struktur i veddet hos rødderne og i rodhalsen, og senere dannes der ”hvidråd”, men mere end halvdelen af træet kan være dødt, før man opdager tydelige tegn på sygdom. Frugtlegemerne dannes kun langsomt og kan være mellem et halvt og tre år om at vokse frem. På det tidspunkt vil man opdage, at træerne har unormale nåle og lysegul bark, og at de viser tegn på visning. Til sidst dækkes barken af et hvidt lag med små, tydelige, sorte prikker.

## Forebyggelse og bekæmpelse
Teoretisk set kan enhver rod angribes når som helst i dens livsforløb. Derfor er der tre forskellige metoder til sikring af træerne: Dyrkningsmæssige tiltag, kemisk og biologisk bekæmpelse. Det dyrkningsmæssige består i at plante arter med ringe modtagelighed for svampens angreb. Det kan dæmpe angrebene via rødder, og det kan på længere sigt helt rense et område for smittekim. Desuden vil en vel tilrettelagt blandingskultur give bedre udbytte og forebygge angreb. De kemiske bekæmpelsesmetoder omfatter forebyggende smøring af friske stubbe (”stød”). Ved at påføre stødnitrit omdanner veddets eget enzym, urease stoffet til ammoniak, der fremkalder basiske forhold, som svampens mycelium ikke kan overleve. Biologisk bekæmpelse er et alternativ til kemisk bekæmpelse, og man bruger for tiden et antal konkurrerende arter. Man har afprøvet mulighederne for at f.eks. Trichoderma viride, Kæmpe-Barksvamp (Phlebiopsis gigantea), Bjerkandera adusta og Fomitopsis pinicola kunne optræde som konkurrenter og modspillere til Rodfordærver. Kun Trichoderma viride og Phlebiopsis gigantea synes dog at vise gode resultater i retning af at fordrive Rodfordærver.

## Note
1. 1 2 3 4 5 6  A. Adomas, F.O. Asiebu og J. Stenlid: Conifer root and butt rot caused by 'Heterobasidion annosum' i Molecular Plant Pathology, 2005, nr. 6, side 395-409
2. ↑  Paul D. Manion: Tree disease concepts , 1990, ISBN 0-13-929423-6

## Eksterne links
- Skov- og Naturstyrelsen: Rodfordærver Arkiveret 16. august 2006 hos  Wayback Machine
- North Carolina State University Plant Pathology Department: Heterobasidion annosum (engelsk)
- Index fungorum (engelsk)
- USDA Agricultural Research Service (engelsk)
- Rodfordærver – Heterobasidion annosum Arkiveret 11. november 2011 hos  Wayback Machine (tysk)
- Waldwissen.net: Der frische Wurzelstock ist eine offene Tür für den Wurzelschwamm Arkiveret 13. april 2011 hos  Wayback Machine (tysk)